# Martin Faltýn
Martin Faltýn (* 3. června 1957, Praha) je český režisér a herec.

## Profesní biografie 1976 -1991
V letech 1976–1981 vystudoval filmovou režii hraného filmu v Moskvě, VGIK.
Ministerstvo školství ČR následně přiznalo titul Mgr.
Profesní kariéru začal v r. 1981 ve Státním filmu, Filmové studio Barrandov, jako asistent režie, poté pomocný režisér a II. režisér. V těchto profesích pracoval např. na filmech Smrt talentovaného ševce, Poločas štěstí, Piloti, O zatoulané princezně. V rámci zahraničních zakázek pak spolupracoval s režiséry Januszem Majevskim, Georgijem Danelijou nebo Sergejem Bondarčukem.
Postupně se připravoval na samostatnou filmovou režii, tak jak to bylo tehdy běžné – tedy 10 let práce ve funkcích asistenta režie, pomocného režiséra a II. režiséra.
Jako režisér v roce 1986 natočil filmový debut, povídka Úraz ve filmu-triptychu „Figurky ze šmantů“, FS Barrandov.
Připravoval pak následně dva projekty pro samostatnou režii celovečerního filmu. Nejprve to byl projekt podle novely Aleše Preslera "Beatles se stejně rozpadli", který posléze ukončila samotná tvůrčí skupina. Následovala adaptace románu Jiřího Šotoly "Osmnáct Jeruzalémů". Přípravy nejen na tomto na scénáři, ale i např. v Tvůrčí skupině filmů pro děti a mládež, kde chtěl hlavně posléze působit, skončily v r.1991, kdy byl Státní film rozpuštěn.
Sám pak poté oficiálně ukončil profesní kariéru filmového režiséra a věnuje se nadále aktivitám napříč médii.

## Tvůrčí aktivity 1991 - 2021 (výběr)
Z nerealizovaných scénářů např. v r. 1992 "Jako v pohádce" v hlavní roli s Helenou Růžičkovou. Scénář byl napsán a soukromý nezávislý producent zahájil přípravy na jeho realizaci. Avšak projekt byl ukončen z důvodu insolvence producenta, nezaviněné jím nýbrž krachem banky.
Již jako svobodný umělec v roce 1994 režíroval jedinou televizní inscenaci „Tři Alberti a slečna Matylda“ podle divadelní hry, kterou napsal Miroslav Horníček. Tato inscenace je od r. 1999 součástí Zlatého fondu České televize s více než 30 vysíláními. K další spolupráci vzhledem k zániku tvůrčí skupiny nedošlo.
Má na svém kontě rovněž jednu divadelní režii: "Cesta džunglí", napsanou Janem Beerem, v r. 2004. Divadlu se však programově nevěnuje.

## Aktuální mediální aktivity 2002 - až dosud
V současné době hlavní těžiště činnosti spočívá mimo režijní oblast.
Věnuje se nejrůznější činnosti napříč médii – jako bloger, V minulosti rovněž jako scenárista; dále v oblasti produkce, jako šéfrežisér zpravodajství bývalé pražské kabelové TV, dále působil jako lektor médií a v mediálním tréninku mj. v reklamních agenturách; přednášel média soukromé vysoké škole.
2002-2021 zaměstnán v RFE/RL, kde působil 6 let jako odborný technik a trenér rozhlasové žurnalistiky. Po skončení tohoto projektu zde pokračoval 13 let jako studiový technik - specialista zahraničního vysílání jedné redakce.
Od listopadu 2021 penzionovaný freelancer. Technicky spolupracuje příležitostně s radioxaver.cz
Příležitostně se pak nadále věnuje herectví. Vytváří pro Česko i zahraničí programově především malé role: v reklamách (Studentská pečeť, Nissan, Nintendo...), videoklipech (Láska je láska), televizních skečích (bazary se Zdeňkem Izerem) a českých i zahraničních hraných filmech (Pražská 5, Vekslák, Andělské oči, Jezerní královna, Zdivočelá země, Kameňák... Proces, Můj obr, Luther... a další) rolemi zejména komediálního charakteru. K roku 2017 to bylo něco málo přes 100 nejrůznějších rolí.
Z jeho dalších mediálních aktivit je to v současné době především blogerství a vlogerství.